# Чересский сельсовет
Чересский сельсовет (бел. Чэ́раскі сельсавет) — упразднённая административная единица на территории Миорского района Витебской области Республики Беларусь.

## История
Упразднён 29 апреля 2004 года.

## Состав
Чересский сельсовет включал 37 населённых пунктов:
- Амбросенки — деревня
- Большая Глиновка — деревня
- Большая Ковалевщина — деревня
- Босяные — деревня
- Вильново — деревня
- Вороньки — деревня
- Горовцы — деревня
- Грецкие — деревня
- Денисово — деревня
- Дульские - деревня
- Застаринцы - деревня
- Захарни — деревня
- Козлы — деревня
- Крючки — деревня
- Кучняры — деревня
- Липовка — деревня
- Литовчики — деревня
- Малая Глиновка — деревня
- Малая Ковалевщина — деревня
- Малявки — деревня
- Масевцы — деревня
- Матюки — деревня
- Мнюхи — деревня
- Новое Село — деревня
- Новые Крюки — деревня
- Патеенки — деревня
- Поляки — деревня
- Птицкие — деревня
- Силово — деревня
- Славщизна — деревня
- Старые Крюки — деревня
- Суховержье — деревня
- Сушки — деревня
- Татары — деревня
- Франополь — деревня
- Черессы — деревня
- Якубовщина — деревня